# Natasja Saad
Natasja Saad (Copenhaga, 31 de outubro de 1974 — Spanish Town, 24 de junho de 2007), também conhecida como Little T e Natasja, foi uma cantora de reggae dinamarquesa. Alcançou fama mundial com um remix da música Calabria, ficando seis meses em número um no chart Hot Dance Airplay da Billboard.

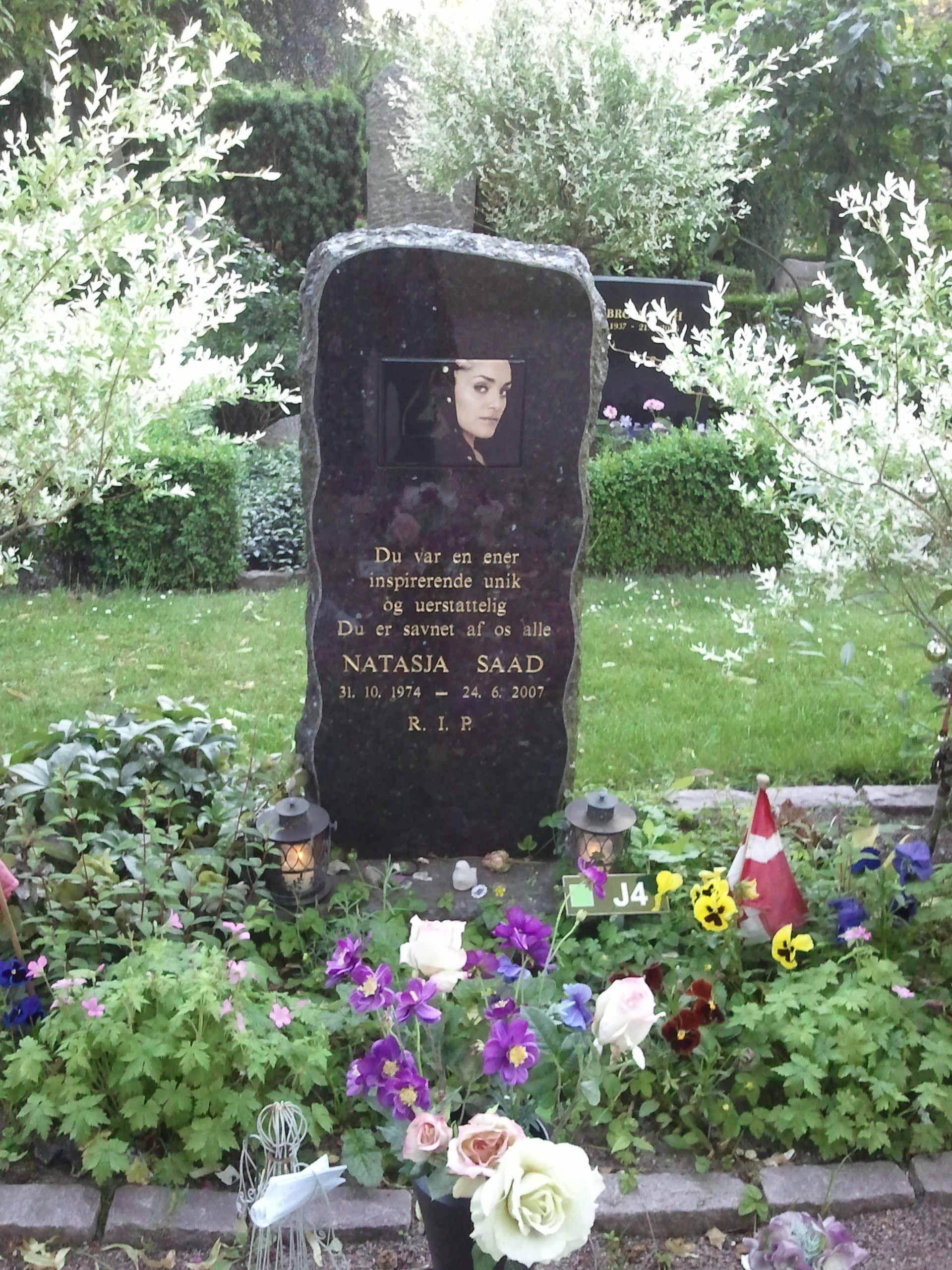
Túmulo de Natasja Saad em Copenhaga

## Biografia
Filha da fotógrafa dinamarquesa Kirstine Saad, e de um pai sudanês, começou a cantar e actuar como DJ aos 13 anos, em Copenhaga, onde se apresentou ao vivo com Miss Mukupa e McEmzee, na banda No Name Requested. Durante esse período, também se apresentou junto com Queen Latifah e ganhou popularidade na Jamaica. Em 1998, enquanto em treinamento para se tornar uma jóquei profissional, caiu do cavalo, o que retardou sua carreira.
Natasja morreu em um acidente de carro em Spanish Town, Saint Catherine, Jamaica. Outros dois passageiros ficaram gravemente feridos, e uma amiga de Natasja Saad, Karen Mukupa, sofreu apenas ferimentos menores. Ela e as outras pessoas feridas foram levadas para o Hospital Espanhol da Cidade onde a cantora foi declarada morta.
O acidente foi percebido como uma perda particularmente grande para a música da Dinamarca e do mundo do entretenimento, não só por causa da personalidade de Natasja, mas também porque ela ainda estava no auge da carreira.
Natasja foi sepultada no Cemitério Assistens.

## Discografia
- 2005: Release Album (Playground Music)
- 2007: I Danmark er jeg Født (In Denmark I am Born) (Playground Music)
- 2008: Shooting Star (Playground Music) released after her death

### Singles
- 2003: "Colors of My Mind" 12" (Mega Records)
- 2003: "Real Sponsor" 12" (Food Palace Music)
- 2004: "Summer Cute" 7" (Food Palace Music)
- 2004: "My Dogg /45 Questions" (Tuff Gong Distr.)
- 2005: "Op med Hovedet (Up with the Head)" CD single (Copenhagen Records)
- 2005: "Købmanden (The Grocer)" (BMG)
- 2006: "Mon De Reggae"
- 2007: "Calabria 2007" (with Enur)
- 2007: "Long Time" 7" (Sly & Robbie)
- 2007: "Gi' Mig Danmark Tilbage (Give Me Denmark Back)"
- 2008: "I Danmark er jeg født (In Denmark I am born)"
- 2008: "Better than dem (ft Beenie man)"
- 2008: "Fi Er Min (Fi Is Mine)"
- 2008: "Ildebrænd I Byen (Fire In the City)"
- 2008: "Dig og Mig (You and Me)"

## Leitura recomendada
- Poulsen, Rasmus; Mukupa, Karen (2010) Natasja (em dinamarquês). Politiken. ISBN 978-87-567-8920-2.